# Tom Richards
Thomas John Henry "Tom" Richards, född 15 mars 1910, död 19 januari 1985 i London, var en brittisk friidrottare.
Richards blev olympisk silvermedaljör på maraton vid sommarspelen 1948 i London.